# Zugliano
Zugliano ist eine nordostitalienische Gemeinde (comune) mit 6900 Einwohnern (Stand 31. Dezember 2023) in der Provinz Vicenza in Venetien. Die Gemeinde liegt etwa 19 Kilometer nordnordwestlich von Vicenza am Astico. 

## Geschichte
1816 entstand die Gemeinde zunächst aus den Ortsteilen Centrale und Grumolo Pedemonte. Bis 1942 gehörte noch ein Teil zur Nachbargemeinde Thiene.

## Gemeindepartnerschaft
Zugliano unterhält eine inneritalienische Partnerschaft mit der Gemeinde Agordo in der Provinz Belluno.

## Persönlichkeiten
- Giuseppe Stella (1898–1989), Bischof von La Spezia-Sarzana-Brugnato.
- Giuliano Fontana (* 1948), Radrennfahrer